# Rede Ferroviária Nacional
Rede Ferroviária Nacionalⓘ, Entidade Pública Empresarial, normalerweise abgekürzt als REFER, EPE oder nur REFER, war ein öffentliches portugiesisches Unternehmen, das mit der Verwaltung und Instandhaltung des portugiesischen Eisenbahnnetzes betraut war. Sitz der REFER war der Bahnhof Santa Apolónia in Lissabon.

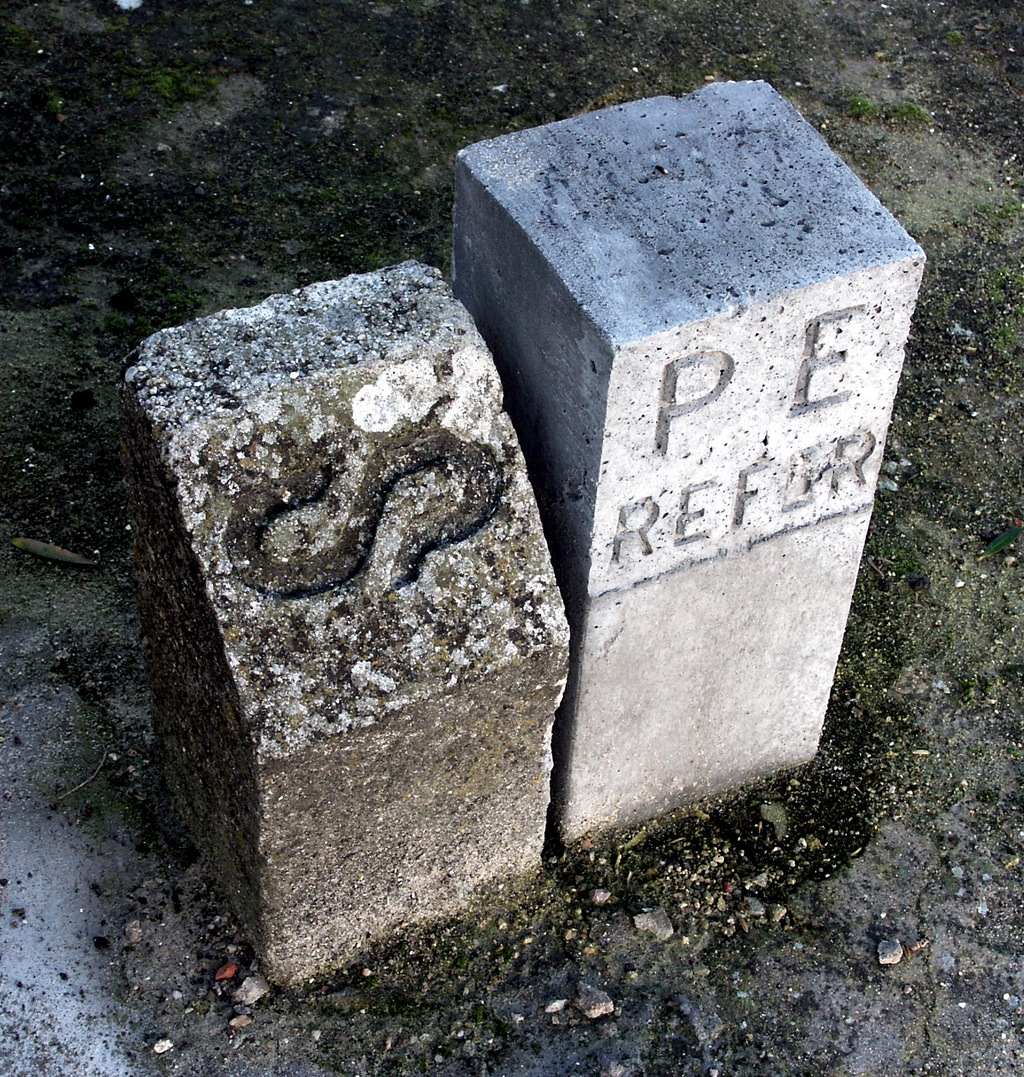
Zwei identische Kilometersteine: links des ehemaligen Infrastrukturbetreibers Caminhos-de-ferro Portugueses, rechts des derzeitigen Betreibers REFER

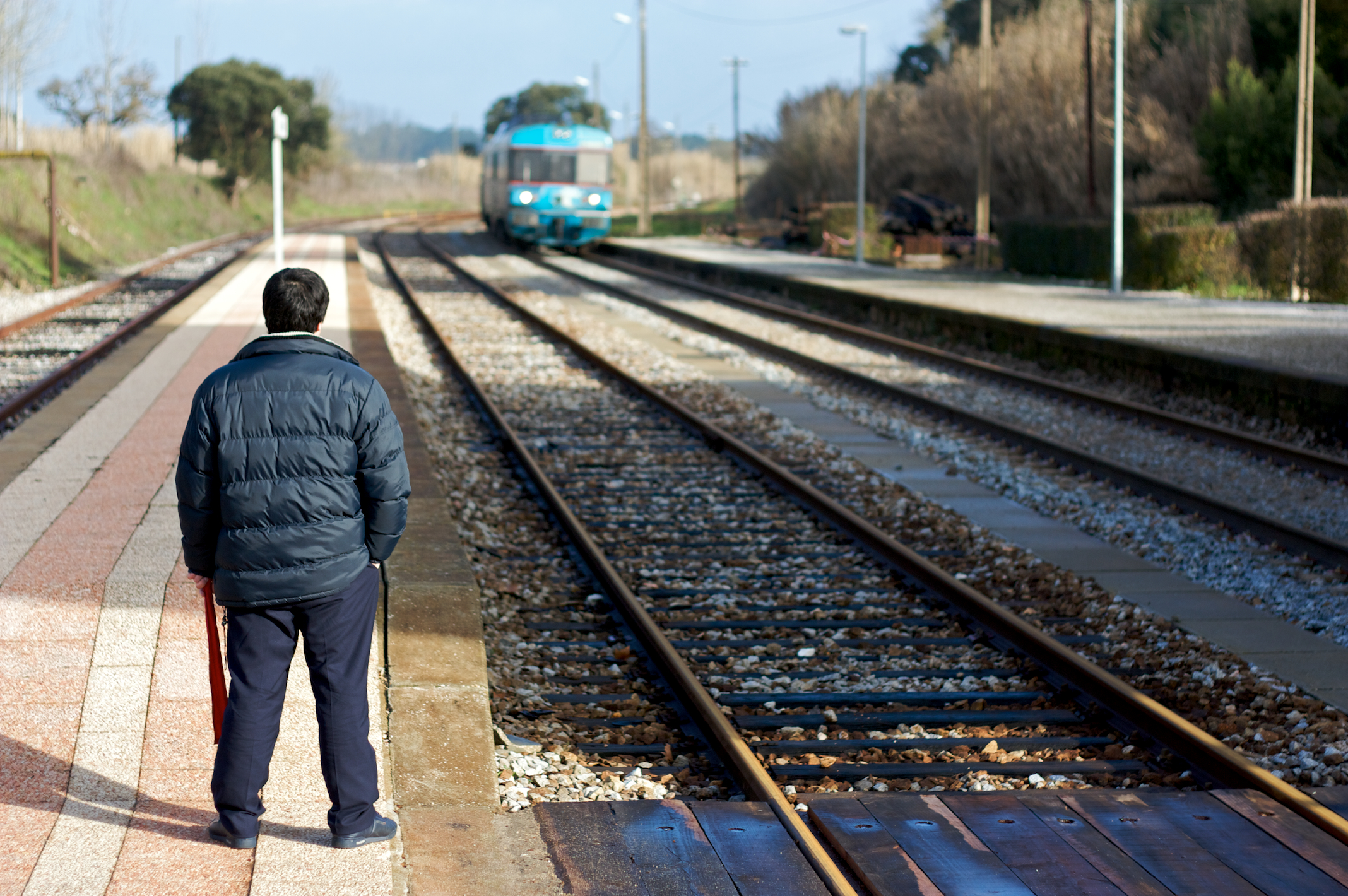
REFER-Mitarbeiter am Bahnhof Monte Real

Seit Anfang 2015 ging das Unternehmen mit dem Straßeninstandhaltungsbetrieb Estradas de Portugal in das neugegründete Unternehmen Infraestruturas de Portugal auf.

## Geschichte und Funktion
Im Zuge der Aufgabentrennung und -verteilung der staatlichen portugiesischen Eisenbahngesellschaft Caminhos-de-ferro Portugueses in den 1990er Jahren gründete die Regierung unter Premierminister Guterres im April 1997 mit der Gesetzesverordnung 104/97, die am 29. April 1997 im Diário da República, dem Gesetzesblatt des portugiesischen Staates, verkündet wurde, das öffentliche Unternehmen mit dem Namen Rede Ferroviária Nacional, zu Deutsch Nationales Eisenbahnnetz. Das öffentliche Unternehmen befand sich unter Verwaltung des Ministeriums für öffentliche Bauten, Verkehr und Kommunikation beziehungsweise dem untergeordneten Verkehrsstaatssekretär sowie dem Ministerium für Finanzen und öffentliche Verwaltung beziehungsweise dem untergeordneten Staatssekretär für Finanzen.
Die Aufgaben der REFER umfassten hauptsächlich die Verwaltung, den Bau und die Instandhaltung des aktuellen portugiesischen Eisenbahnnetzes. Es war damit eine der drei Grundsäulen der Reform der Eisenbahnbereiches. Neben der REFER waren dies noch das Nationale Institut für Mobilität und Landverkehr, auf Portugiesisch Instituto da Mobilidade e dos Transportes Terrestres, das unter anderem den Zugang zum Eisenbahnnetz gewährt, die Lizenzen für Eisenbahnbetreiber vergibt, die Nutzungsgebühren für das Netz erhebt sowie grundsätzlich die Aktivitäten im portugiesischen Eisenbahnnetz überwacht. Die dritte Säule der Reform war die umbenannte staatliche Eisenbahngesellschaft Comboios de Portugal, die nur noch den portugiesischen Personen- und Güterverkehr betrieb. Damit öffnete die portugiesische Regierung das Eisenbahnnetz auch für andere Eisenbahnunternehmen.
Allgemein galt die Finanzlage des Unternehmens in der gesamten Zeit seines Bestehens als kritisch. Es verbuchte im Jahr 2007 einen Verlust von 162 Millionen Euro, 2008 181 Millionen Euro. Andererseits nahm der Infrastrukturbetreiber mehr bei den Netzgebühren ein. Die staatliche Verkehrsgesellschaft Comboios de Portugal überwies der REFER 54,8 Millionen Euro, der private Betreiber Fertagus 3,102 Millionen Euro. Durchschnittlich benutzen mehr als 2100 Züge pro Tag das Netz der REFER, mehr als 80 Prozent waren davon Personenzüge. Insgesamt betrugen die Schulden des öffentlichen Verkehrsinfrastruktur-Unternehmens mehr als fünf Milliarden Euro.
2009 änderte die portugiesische Regierung die Unternehmensform der REFER von der bisherigen Empresa Pública („öffentliches Unternehmen“) zu einer Entidade Pública Empresarial (in etwa vergleichbar mit einer Anstalt öffentlichen Rechts).
Seit Anfang 2014 trieb die portugiesischen Regierung unter Premierminister Passos Coelho den Plan voran, das Unternehmen mit dem ebenfalls staatlichen Straßenbetreiber Estradas de Portugal zu fusionieren. Dadurch soll es einerseits Betriebskostenersparnisse zwischen 15 und 50 Millionen Euro geben. Andererseits soll das fusionierte, größere Unternehmen Kredite mit niedrigeren Zinsen erhalten, um die zukünftigen Infrastrukturvorhaben finanzieren zu können. Seit dem 1. Januar 2015 wurden beide Unternehmen vom gleichen Verwaltungsratsvorsitzenden (presidente do conselho de administração), António Ramalho, geleitet.
Die Fusion wurde zum 1. Juni 2015 abgeschlossen.

## Vorsitzende des Verwaltungsrates der REFER
| Name                       | Partei | Amtszeit                              |
| Manuel Frasquilho          | PS     | 29. April 1997 – 31. August 2000      |
| Francisco Cardoso dos Reis | PS     | 1. September 2000 – 10. Oktober 2002  |
| José Braamcamp Sobral      | PSD    | 11. Oktober 2002 – 26. Oktober 2005   |
| Luís Filipe Pardal         | PS     | 27. Oktober 2005 – 31. August 2012    |
| Rui Loureiro               | PSD    | 1. September 2012 – 31. Dezember 2014 |
| António Ramalho            | k. A.  | 1. Januar 2015 – 1. Juni 2015a        |

a = Das Unternehmen ging zum 1. Juni 2015 in die Neugründung Infraestruturas de Portugal auf. Ramalho übernahm den Vorsitz des neuen Unternehmens.

## Netz und Betrieb

### Streckennetz

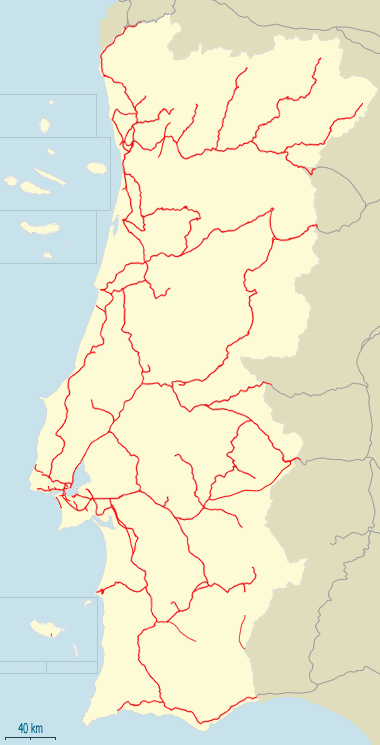
Eisenbahnnetz Portugals (inklusive stillgelegter Strecken)

Die REFER betrieb bis zuletzt ein Schienennetz mit einer Gesamtlänge von 2546,9 Kilometern, das von Valença im Norden bis Lagos und Vila Real de Santo António im Süden des Landes reicht. Davon waren 2438,8 Kilometer in iberischer Breitspur, 108,1 Kilometer in Meterspur. 1823,58 Kilometer des Netzes waren eingleisig, 562,6 Kilometer zweigleisig und 47,7 Kilometer mehrgleisig. 1608,3 Kilometer waren mit 25 KV/50 Hz elektrifiziert, 25,4 Kilometer mit 1500 V (ausschließlich die Linha de Cascais), der Rest (913,2 Kilometer) wurde mit Dieseltriebwagen und Diesellokomotiven befahren.

### Grenzübergänge
Zum Ende des Bestehens des Unternehmens gab es drei noch betriebsfähige Grenzübergänge nach Spanien: Valença/Tui im Norden des Landes zwischen Porto und Vigo (Linha do Minho), Vilar Formoso/Fuentes de Oñoro im Nordosten zwischen Guarda und Salamanca (Linha da Beira Alta) sowie Elvas/Badajoz (Linha do Leste) im Südosten. Über Ersteren fuhren im Reiseverkehr über Valença nur einige Regionalzugpaare, über Elvas gab es keinen Zugverkehr. Über Fuentes de Oñoro fuhr im Reiseverkehr nur ein Nachtzugpaar, jedoch wird über diesen auch der komplette internationale Güterzugverkehr abgewickelt.
Der Grenzübergang zwischen Abrantes und Cáceres (Ramal de Cáceres) wurde eingestellt, ebenso der Grenzübergang zwischen Barca d’Alva und La Fregeneda (Bahnstrecke Barca d’Alva–La Fuente de San Esteban). Im Süden des Landes existiert bis heute keine grenzüberschreitende Verbindung nach Spanien.

### Eisenbahnverkehrsunternehmen
Im Netz der REFER fuhren zuletzt vier Eisenbahnverkehrsunternehmen: die staatliche Comboios de Portugal (mit Zügen der Geschäftsbereiche CP Urbanos de Lisboa, CP Urbanos do Porto, CP Regional und CP Longo Curso), die ausgegliederte, ebenso die damals noch staatliche CP Carga (heute Medway - Transportes e Logística) sowie die privaten Unternehmen Fertagus und Takargo Rail.